# Georg Adlersparre
Georg Adlersparre (Hovermo, villaggio nella municipalità di Berg, (contea di Jämtland), 28 marzo 1760 – Kristinehamn, 23 settembre 1835) è stato un generale, politico e scrittore svedese, padre del poeta Carl August Adlersparre (1810-1862) e di Rudolf Adlersparre (1819-1908), ufficiale d'artiglieria e di cavalleria poi, nonché uomo politico.
Dopo aver fallito il tentativo di sollevare la Norvegia dalla dominazione danese e prepararne la riunione in Svezia, lasciò l'esercito e si dedicò allo studio dell'economia politica, traducendo tra l'altro in svedese alcune opere di Adam Smith. Nel 1800 rientrò nell'esercito e si creò un potente partito tanto che nel 1809 fu uno dei capi della rivoluzione che rovesciò il re Gustavo IV Adolfo di Svezia a favore di Carlo XIII di Svezia, occupando Stoccolma.